# Rønne Stadion Nord
Rønne Stadion Nord er et kommunalt ejet idrætsanlæg beliggende i den nordlige del af Rønne. Stadion rummer en opvisningsbane med en stadionkapacitet på 6.000 tilskuere, hvoraf 500 er overdækkede siddepladser. Tilskuerrekorden på stadion blev sat i forbindelse med en opvisningskamp mellem Rønne IK og EM-holdet i fodbold. Endvidere finder man et atletikanlæg med kunstbelægning, 10 græs fodboldbaner, en enkelt grusbane, håndboldbane, petanque baner, tennisbaner og et bueskytteanlæg.
Anlægget benyttes således til atletik, tennis, håndbold, bueskydning, petanque og afvikling af fodboldkampe for blandt andet Rønne fB, Rønne IK, IK Viking og FC Bornholm. I forlængelse af anlægget ligger Rønne Svømmehal, DGI hallen og en bowlinghal, der alle er private haller.
Rønne Stadion Nord blev indviet den 29. juni 1947 med fire fodboldbaner, håndboldbaner og et atletikanlæg. Rønne Kommune imødekom 40 år senere et ønske fra Rønne IK og IK Vikings fodboldafdelinger om at renovere anlægget, hvilket blev gjort i perioden 1982-1996. Tribunen på opvisningsbanen og en aflastningshal blev indviet den 28. august 1996.